# Linn Products

Logo

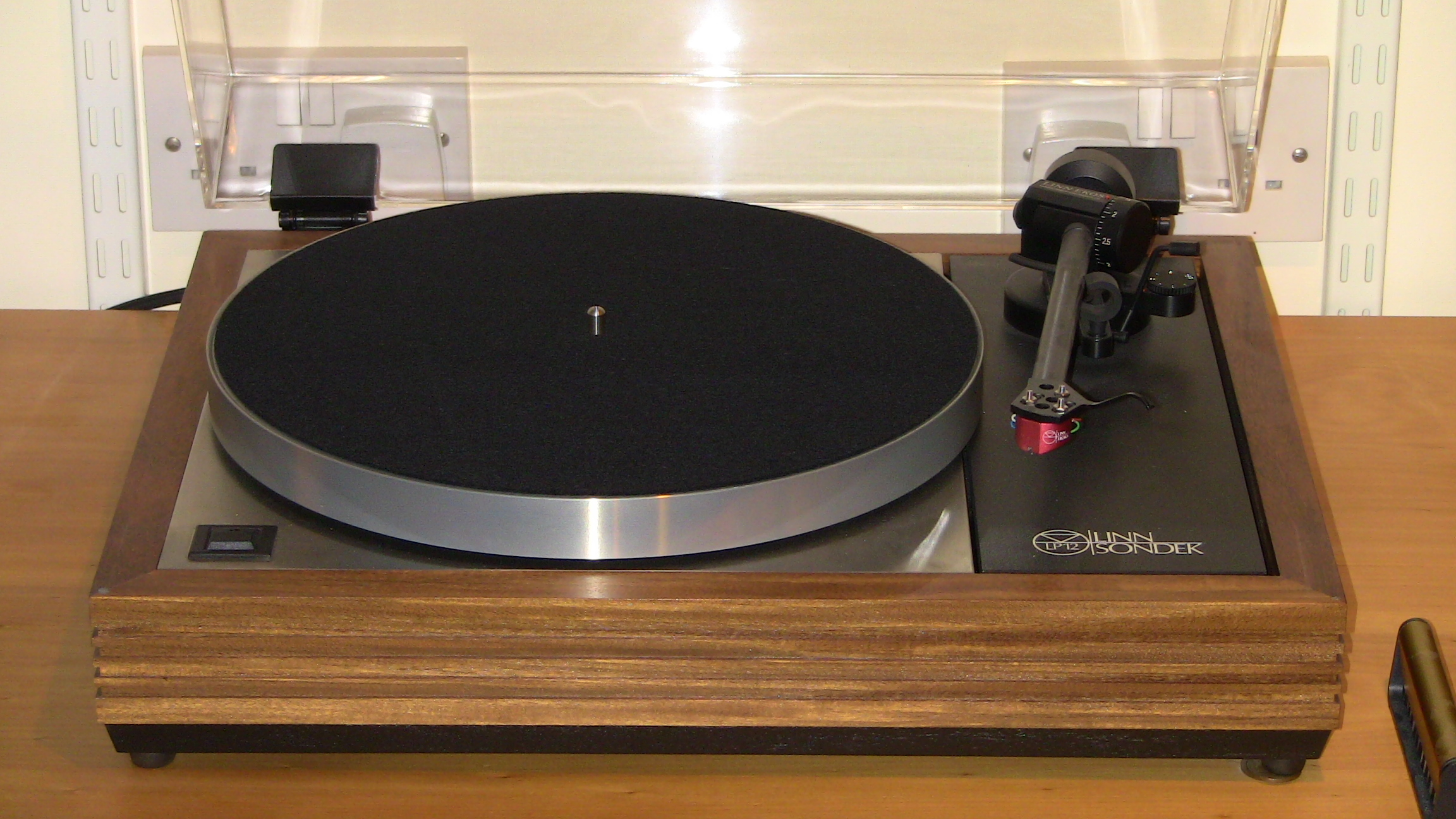
Linn Sondek LP12, der seit 1973 gebaut wird

Linn Products ist ein 1972 von Ivor Tiefenbrun gegründetes, schottisches Unternehmen am Standort Glasgow, das hochwertige Hi-Fi- und Heimkino-Geräte sowie Audiowiedergabesysteme für mehrere Räume und Schiffe herstellt. Unter dem Namen Linn Records werden außerdem Tonträger produziert.
1973 wird der Name Linn erstmals verwendet, und zwar zur Markteinführung des Plattenspielers Sondek LP 12. Bei diesem Plattenspieler lag als Ideengeber der legendäre von Thorens seit 1965 hergestellte TD 150 zugrunde. Von diesem Modell übernahm man bei Linn das Konzept des vom Außengehäuse abgekoppelten, freischwingenden Innengehäuses (Subchassis). Das Modell Sondek wird – in überarbeiteter Form – immer noch hergestellt; inzwischen wurden über 100.000 Einheiten verkauft. Auch Thorens hat das Subchassiskonzept immer weiterentwickelt und baut bis heute Plattenspieler dieses Prinzips.
1975 wird der Lautsprecher Isobarik vorgestellt, dessen Herstellung auf einem patentierten Prinzip beruht.

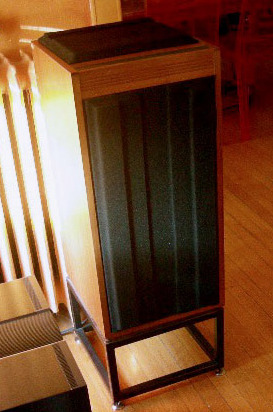
Linn Isobarik (1975)
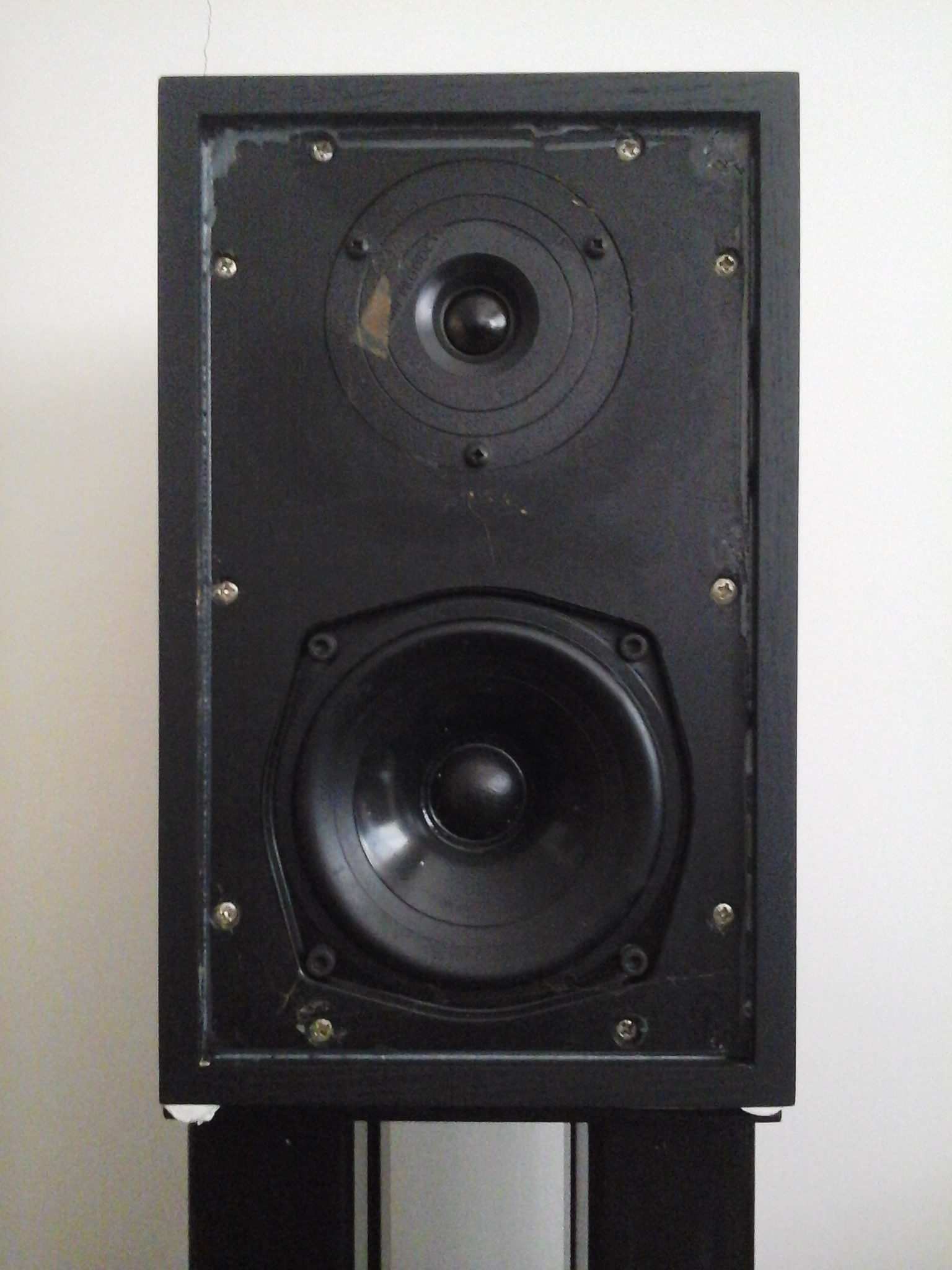
Linn Kan (1979)
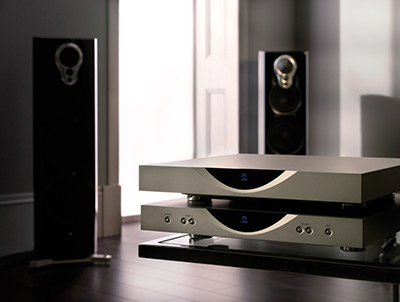
Linn Streamer Klimax und Lautsprecher (2011)

Elektronische Komponenten werden bei Linn seit den frühen 1980ern hergestellt, später wurde der CD-Spieler CD 12 zum Flaggschiff. Die Herstellung des CD 12 endete 2005 nach acht Jahren. 2007 liegt Linn mit dem CD-Spieler Akurate CD im Spitzenbereich des internationalen Vergleichsfeldes, zu dem auch Unternehmen wie Lindemann, Krell, Wadia, Mark Levinson und Accuphase gehören.
Eine Besonderheit bei Linn ist die Verwendung von Schaltnetzteilen zur Stromversorgung auch der High-End-Geräte. Dadurch lassen sich recht kompakte Geräteabmessungen realisieren.
Linn ist außerdem einer der ersten High-End-Hersteller, die voll auf digitale Netzwerk-Spieler setzen. Diese Geräte spielen Musik von CDs oder anderen Quellen, die auf NAS-Systemen im heimischen Netzwerk zur Verfügung stehen.

## ISO-Zertifikate
Linn Products Ltd. wurde im Dezember 2004 nach ISO 14001:1996 zertifiziert. Die Zertifizierung sowohl für die Firmenzentrale in Waterfoot als auch für das Metall verarbeitende Zweigwerk im schottischen Castlemilk ist die offizielle Anerkennung der auf Umwelt- und Ressourcenschonung ausgerichteten Firmenpolitik.
Nach ISO 9001:2000 (Qualitätsmanagement-System) im Jahr 2002 ist dies bereits Linns zweite internationale ISO-Zertifizierung.